# لیوویل (دهانه)
لیویل یک دهانه برخوردی در ماه‌ است.